# Ablabesmyia prorasha
Ablabesmyia prorasha är en tvåvingeart som beskrevs av Kobayashi och Kubota 2002. Ablabesmyia prorasha ingår i släktet Ablabesmyia och familjen fjädermyggor. Inga underarter finns listade i Catalogue of Life.